# Oni koji jedu mrtve
Oni koji jedu mrtve: rukopis Ibn Fadlana o njegovim doživljajima s Normanima 922. (kasnije ponovno objavljen kao Trinaesti ratnik kako bi se podudaralo s filmskom adaptacijom), je roman Michaela Crichtona iz 1976. koji govori o Arapskom putniku iz 10. st. koji putuje s grupom Vikinga prema njihovom naselju.
U dodatku Crichton objašnjava kako se roman temelji na dva izvora. Prva tri poglavlja predstavljaju prepričavanje doživljaja Ahmada ibn Fadlana na putu prema sjeveru i njegova zapažanja o Vikinzima (vjerojatno iz današnje Švedske). Ostatak se temelji na staroengleskom epu Beowulf.

## Sadržaj
Radnja se odvija u 10. st. gdje Bagdadski kalif šalje svoga poslanika Ahmada ibn Fadlana kralju Podvolških Bugara. Umjesto toga ibn Fadlan biva unovačen od skupine Vikinga kako bi sudjelovao u herojskom podvigu na sjeveru. Njihova skupina zajedno s Ahmadom broji trinaest što je prema vikinškom proroku uvjet za uspjeh. Tamo na sjeveru se sukobljuju s "čudovištima iz magle" ili "wendolima", divljim plemenom (mogućim ostacima Neandertalaca) čiji pripadnici idu u boj noseći na sebi medvjeđe kože. 

U romanu postoji više perspektiva, samog autora, brojnih prevoditelja rukopisa tijekom stoljeća te izvornog tvorca ibn Fadlana, kao i njegov opis priča drugih autora. Postoji nekoliko napomena tijekom pripovijedanja na moguće promjene ili pogreške kod prevođenja od strane kasnijih prepisivača. Osjećaj izvornosti poduprt je povremenim fusnotama koje se referiraju na mješavinu stvarnih i izmišljenih izvora.